# 奧馬奧 (夏威夷州)
奧馬奧（意指「綠色」）是位於美國夏威夷州可愛縣的一個人口普查指定地區。

## 地理
奧馬奧的座標為21°55′11″N 159°28′54″W / 21.91972°N 159.48167°W，而該地最高點為海拔高度179米（即587英尺）。

## 人口
| 调查年  | 人口  | 备注 | %±   |
| ------- | ----- | ---- | ---- |
| 1990    | 1,142 |      | —    |
| 2000    | 1,221 |      | 6.9% |
| 2010    | 1,301 |      | 6.6% |
| 2020    | 1,346 |      | 3.5% |
| source: |       |      |      |

根據2010年美國人口普查的數據，奧馬奧的面積為3.32平方千米，當中陸地面積為3.28平方千米，而水域面積為0.04平方千米。當地共有人口1301人，而人口密度為每平方千米391.87人。